# Séraphin de Pajot
Pour les articles homonymes, voir Pajot.
Séraphin de Pajot du Plouy, né vers 1641/1643 à Paris et mort à Die le 14 novembre 1701, est un prélat français du XVIIe siècle qui fut évêque de Die de 1694 à 1701. 

## Biographie
Séraphin de Pajot, issu d'une famille noble originaire de Champagne.Il est l'un des fils de Jean-André de Pajot, conseiller d'État et premier président de la cour des monnaies ; l'un de ses frères, François, fut colonel et l'autre, Pierre-Philibert, conseiller du roi en la chambre des Aides de Paris (dont les armes figureraient sur un jeton monétaire). Il était apparenté à Louis Boucherat (1616-1699), chancelier du roi.
Il commence ses études à l'université de Paris où il obtient sa Maîtrise ès arts en 1661 mais il ne commence pas son cursus en théologie avant 1673. Ensuite il est bachelier 1671 licencié en 1678 et docteur en théologie de la Sorbonne en 1682. Il est ordonné prêtre l'année suivante et devient prieur commendataire de Saint-Prix et est nommé comte-évêque de Die par Louis XIV le 10 avril 1694, nomination confirmée par bulles pontificales le 13 septembre
Il mit fin en 1696 à une querelle de préséance entre Dominicains et Cordeliers de Die, où il ouvrit un séminaire de Jésuites dont il consacra le 1er septembre 1697 la chapelle dédiée à saint François-Xavier, elle accueille actuellement le culte protestant ; son portail est classé Monument historique). Il orna d'une chaire en noyer sculpté (1698) la cathédrale, réédifiée, qu'il consacra le 30 août 1699. Il est ainsi considéré comme le véritable restaurateur de l'évêché de Die.
Sous son épiscopat fut créée par le roi la charge de maire de la ville, lequel se trouvait en concurrence avec les consuls élus par le Conseil des bourgeois de Die. François Vial fut le premier à acheter cette charge, qu'il transmit à son fils en 1698, lequel proposa en 1701 de s'en dessaisir, moyennant finances, au profit du Conseil, avant de se rétracter. Pajot du Plouy est mort dans son palais épiscopal d'une « crise d'apoplexie »  le 14 novembre 1701; il a été inhumé  dans le chœur de la cathédrale